# Marie Madoé Sivomey
Marie Madoé Sivomey, née Marie Madoé Gbikpi–Benissan le 3 juillet 1923 à Aného, morte le 15 septembre 2008 à Lomé, est une fonctionnaire et une femme politique togolaise, première femme maire du Togo et plus précisément de la capitale de ce pays, de 1967 à 1974.

## Biographie

### Enfance et éducation
Elle naît en 1923 dans une famille chrétienne à Aného, ville du Sud-Est du Togo, à 50 kilomètres de Lomé, au sein de la Région maritime, centre spirituel du peuple Guin-Mina. Son frère, Jean Kuassi Gbikpi, sera ultérieurement archevêque émérite de Lomé. Elle effectue sa scolarité primaire sur place puis à Porto-Novo au Bénin. Elle fréquente ensuite le Cours complémentaire de Lomé.

### Début de carrière
Embauchée par l’administration coloniale française, elle travaille de 1940 à 1945 au Service des Finances. Puis, dans le cadre de l’Afrique occidentale française (AOF) elle poursuit ce travail au sein de la direction des finances de 1945 à 1953, et au Service des contributions directes de Bobo-Dioulasso. Rentrée définitivement au Togo, pays indépendant en 1960, elle apporte son concours pendant deux ans, de 1960 à 1962, à la direction des Contributions directes. Puis elle exerce comme Secrétaire d’administration en chef et enfin Directrice des Affaires sociales à partir de 1963. En parallèle, elle devient en 1961 la première Togolaise à participer à une session de l’Assemblée générale des Nations Unies, et est également membre de différentes délégations togolaises à des colloques et congrès.

### Maire de Lomé
À la suite d'un coup d'État militaire en janvier 1967 puis de l'accession à la présidence de Gnassingbé Eyadema, toutes les instances élues sont dissoutes en 1967, les partis politiques interdits et l’administration des communes devient du ressort de « délégations spéciales ». Dans ce contexte tendu, Marie Madoé Sivomey est désignée le 24 juillet 1967 à la tête de la mairie de Lomé, en tant que personnalité de la société civile expérimentée. « Parmi les potentiels candidats au poste de maire, j’étais la plus rodée aux rouages de l’administration pour avoir préalablement dirigé les services sociaux », précise-t-elle. Elle le reste jusqu'au 17 mai 1974,.

## Décès
Elle meurt le 15 septembre 2008, à Lomé, à 87 ans.